# Сьєрра (округ, Каліфорнія)
Шаблон:StateAbbr_ 39°35′ пн. ш. 120°30′ зх. д. / 39.59° пн. ш. 120.5° зх. д.
Округ Сьєрра (англ. Sierra County) — округ (графство) у штаті Каліфорнія, США. Ідентифікатор округу 06091.

## Історія
Округ утворений 1852 року.

## Демографія
За даними перепису 
2000 року 
загальне населення округу становило 3555 осіб, усе сільське.
Серед мешканців округу чоловіків було 1795, а жінок — 1760. В окрузі було 1520 домогосподарств, 986 родин, які мешкали в 2202 будинках.
Середній розмір родини становив 2,83.
Віковий розподіл населення поданий у таблиці:
| Стать    | До 15 років | 15-21 | 22-29 | 30-39 | 40-49 | 50-65 | 65-85 | Понад 85 |
| -------- | ----------- | ----- | ----- | ----- | ----- | ----- | ----- | -------- |
| Чоловіки | 368         | 148   | 78    | 208   | 313   | 384   | 263   | 33       |
| Жінки    | 287         | 141   | 105   | 221   | 306   | 367   | 282   | 51       |

## Суміжні округи
- Плумас — північ
- Лассен — північний схід
- Вошо, Невада — схід
- Невада — південь
- Юба — захід

## Виноски
1. ↑  U.S. Decennial Census. United States Census Bureau. Процитовано 31 травня 2014.
2. ↑  Historical Census Browser. University of Virginia Library. Архів оригіналу за 11 серпня 2012. Процитовано 31 травня 2014.
3. ↑  Population of Counties by Decennial Census: 1900 to 1990. United States Census Bureau. Процитовано 31 травня 2014.
4. ↑  Census 2000 PHC-T-4. Ranking Tables for Counties: 1990 and 2000 (PDF). United States Census Bureau. Процитовано 31 травня 2014.
5. ↑  State & County QuickFacts. United States Census Bureau. Архів оригіналу за 6 червня 2011. Процитовано 6 квітня 2016. [Архівовано 2011-06-06 у Wayback Machine.](англ.) Наведено за англійською вікіпедією.
6. ↑  American FactFinder. Бюро перепису населення США. Архів оригіналу за 26 лютого 2012. Процитовано 31 січня 2008. [Архівовано 2008-05-21 у Wayback Machine.]

| США | Це незавершена стаття з географії США. Ви можете допомогти проєкту, виправивши або дописавши її. |